# Готовцев, Юрий Александрович
Юрий Александрович Готовцев (1939—2018) — советский и российский государственный деятель.

## Биография
Родился 7 октября 1939 года в селе Борогонцы Оймяконского района Якутской АССР.
После окончания средней школы, в 1955 году поступил в Якутский кооперативный техникум, по окончании которого с 1958 года работал старшим бухгалтером Октемского сельпо Орджоникидзевского района, затем — инструктором-ревизором Нижнеколымского «Колымторга» Министерства торговли Якутской АССР.
В 1962 году был направлен на обучение в Московский институт народного хозяйства имени Плеханова (ныне Российский экономический университет имени Г. В. Плеханова). По окончании вуза, в 1966 году назначен заместителем директора, затем — директором Момского «Колымторга», а с 1972 года — директором Среднеколымского «Колымторга».
С 1975 по 1978 год Юрий Готовцев работал первым заместителем начальника управления снабжения и сбыта Совета Министров Якутской АССР. В 1978 году был назначен директором промторга города Якутска, а в 1981 году стал Министром торговли Якутской АССР. На этом посту проработал до 1989 года. В 1989 году Ю. А. Готовцев был назначен уполномоченным Министерства внешних экономических связей СССР по Якутской АССР.
С 1992 по 1998 год работал на посту первого заместителя министра труда и социальной защиты населения, позже — первым заместителем директора Департамента пенсионной службы Республики Саха (Якутия).
Занимался также общественной деятельностью — был депутатом Верховного Совета Якутской АССР X, XI и XII созывов, а также депутатом Государственного Собрания (Ил Тумэн) Республики Саха (Якутия) II и III созывов, где был председателем комитета по труду и социальной политике.
Умер 4 июля 2018 года в Якутске.
Удостоен званий Заслуженный работник торговли РСФСР и Заслуженный работник народного хозяйства РС(Я). Почётный гражданин Оймяконского, Момского и Среднеколымского улусов.